# Carex himalaica
Carex himalaica är en halvgräsart som beskrevs av Tetsuo Michael Koyama. Carex himalaica ingår i släktet starrar, och familjen halvgräs.
Artens utbredningsområde är Nepal. Inga underarter finns listade i Catalogue of Life.